# Haematopota flavicornis
Haematopota flavicornis är en tvåvingeart som beskrevs av Szilady 1926. Haematopota flavicornis ingår i släktet Haematopota och familjen bromsar. Inga underarter finns listade i Catalogue of Life.